# 松室麻衣
松室 麻衣（まつむろ まい、1983年6月10日 - ）は、日本のミュージシャン。大分県出身。
dreamの元メンバーである。

## 略歴
- 1999年8月10日、エイベックス主催オーディション『avex dream 2000』の最終選考が行われ、橘佳奈、長谷部優とともにグランプリを受賞。dreamを結成。
- 2000年1月1日、dreamのメンバーとしてシングル『Movin' on』でデビュー。
- 2002年7月7日、ライブツアー『dream live 2002 "Process"』最終公演をもってdreamを卒業。
- 2005年9月、公式ホームページ・ブログを開設。
- 2006年、待ち受け画面サイト『TIMEROBE』でモデルを務める。
- 2006年6月21日、iTunesで「Destiny / LOVE-1」を配信。
- 2006年10月、大分のタウン誌『CONKA』にインタビュー記事掲載。
- 2006年12月、『CONKA』誌上にて連載開始。
- 2006年12月30日、松室麻衣としてライブハウス「SHIBUYA DESEO」で開催されたライブに出演。
- 2009年3月1日、ブログでヘアメイクアーティストと2月28日に入籍したことを発表[1]。
- 2009年4月17日 - 25日、舞台『リーディングドラマ「もしもキミが。」』の音楽を担当。
- 2010年11月、『CONKA』読者向けに書き下ろされた楽曲の配信を開始。

## 作品

### 配信
1. Destiny / LOVE-1（2006年6月21日）
2. 小さな光（2006年12月27日）
3. existence（2008年3月19日）
4. 恋衣（2008年5月7日）
5. Dramatic（2008年6月11日）

### 着うた・着うたフル
1. feelings '07（2007年9月19日）2006年よりオフィシャルサイト内で公開されていたインストゥメンタルを着うた・着うたフル限定で配信

### 雑誌連動配信
CONKA vol.82 - vol.92
1. remember（2010年10月）
2. Progress（2010年12月）
3. BLUE（2011年2月）
4. HOME（2011年4月）
5. rainbow（2011年6月）
6. 命（2011年8月）
7. a･ki・ka･ze（2011年10月）
8. キミとLOVE（2011年12月）
9. beside（2012年2月）
10. iNSTiNCT（2012年4月）
11. アメジスト（2012年6月）

### パチスロ
1. デビルメイクライ3（2007年）
  1. Light and shade（ボーナスBGM）
    - 作詞・歌：松室麻衣
2. スーパーストリートファイターⅣ パチスロエディションIV（2011年）
  1. 恋しさと せつなさと 心強さと（ボーナスBGM）
    - 歌：松室麻衣
    - 篠原涼子 with t.komuroのカバー

## 楽曲提供
| タイトル                              | 作詞       | 作曲                   | 収録作品                                                                                              | 年    |
| dream                                 | dream      | dream                  | dream                                                                                                 | dream |
| ------------------------------------- | ---------- | ---------------------- | --- | ----- |
| reality                               | 松室麻衣   | 大谷靖夫               | 「reality」                                                                                           | 2000  |
| send a little love                    | 松室麻衣   | 桑原秀明               | 「reality」                                                                                           | 2000  |
| NIGHT OF FIRE                         | 松室麻衣   | ？                     | 「NIGHT OF FIRE」                                                                                     | 2000  |
| My will                               | 松室麻衣   | 大谷靖夫               | 「My will」                                                                                           | 2000  |
| w・h・y                               | 松室麻衣   | 桑原秀明               | 「My will」                                                                                           | 2000  |
| Believe in you                        | 松室麻衣   | 五十嵐充               | 「Believe in you」                                                                                    | 2001  |
| sincerely                             | 松室麻衣   | 菊池一仁               | 『Dear…』                                                                                             | 2001  |
| ‘カトレア’                            | 松室麻衣   | 菊池一仁               | 『Dear…』                                                                                             | 2001  |
| brave                                 | 松室麻衣   | 中村頼人               | 『Dear…』                                                                                             | 2001  |
| solve                                 | 松室麻衣   | 川本盛文               | 「solve」                                                                                             | 2001  |
| Our Time                              | 松室麻衣   | 川本盛文               | 「Our Time」                                                                                          | 2001  |
| STAY 〜now I'm here〜                 | 松室麻衣   | 多胡邦夫               | 「STAY 〜now I'm here〜」                                                                             | 2001  |
| Get Over                              | 松室麻衣   | BOUNCEBACK             | 「Get Over」                                                                                          | 2001  |
| Yourself                              | 松室麻衣   | 菊池一仁               | 「Yourself」                                                                                          | 2002  |
| 『パズル』                            | 松室麻衣   | 五十嵐充               | 『Process』                                                                                           | 2002  |
| destine                               | 松室麻衣   | 織田哲郎               | 『Process』                                                                                           | 2002  |
| Never More                            | 松室麻衣   | 五十嵐充               | 『Process』                                                                                           | 2002  |
| SUBPAIN                               | 松室麻衣   | 梅崎俊春               | 『Process』                                                                                           | 2002  |
| 願い                                  | 松室麻衣   | 大谷靖夫               | 『Process』                                                                                           | 2002  |
| SINCERELY 〜ever dream〜              | 松室麻衣   | 菊池一仁               | 「SINCERELY 〜ever dream〜」                                                                          | 2002  |
| Dreaming Way                          | 松室麻衣   | 石田匠                 | 『7th Anniversary Best』                                                                              | 2007  |
| BoA                                   |            |                        | |       |
| ID; Peace B                           | 松室麻衣   | Yoo Young Jin          | 「ID; Peace B」                                                                                       | 2001  |
| 嘉陽愛子                              |            |                        | |       |
| Fantasy                               | SUNNY M    | G.PASQUINI M.GULINELLI | 「Fantasy」                                                                                           | 2004  |
| traveller                             | SUNNY M    | 鈴木大輔               | 「traveller」                                                                                         | 2004  |
| ☆HOME MADE STAR☆ 〜嘉陽愛子のテーマ〜 | clover     | 磯崎健史               | 「☆HOME MADE STAR☆〜嘉陽愛子のテーマ〜」                                                              | 2006  |
| ヨーコ（CV：井上麻里奈）              |            |                        | |       |
| S・t・a・r・S                         | 松室麻衣   | 高田暁                 | テレビ東京系アニメ『天元突破グレンラガン』 キラメキ☆ヨーコBOX -PIECS of SWEET STARS                   | 2009  |
| ころね（CV：悠木碧）                  |            |                        | |       |
| CONNECTION                            | 吉岡たかを | 松室麻衣               | TVアニメ『いちばんうしろの大魔王』 ドラマ & キャラクターソングアルバム ～いちばんうしろにあるキモチ～ | 2010  |
| Apeace                                |            |                        | |       |
| We are the One                        | 松室麻衣   | Seo Ui-Beom            | 『Apeace』                                                                                            | 2012  |
| ハルハル 〜願い星〜                   | 松室麻衣   | Park Hyun-Chung        | 『Apeace』                                                                                            | 2012  |
| オチョダガ                            | 松室麻衣   | Pearl.K                | 『Apeace』                                                                                            | 2012  |
| S.O.S                                 | 松室麻衣   | Ban Hyun-Moon          | 『Apeace』                                                                                            | 2012  |
| Lover Boy                             | 松室麻衣   | LEE JONG WOO           | 『Apeace』                                                                                            | 2012  |
| In your hands                         | 松室麻衣   | Pearl.K                | 『Apeace』                                                                                            | 2012  |
| Sweet Sweet                           | 松室麻衣   | Ban Hyun-Moon          | 『Apeace』                                                                                            | 2012  |

### サウンドトラック
1. リーディングドラマ「もしもキミが。」サウンドトラック（2010年2月5日）
  - 2010年2月5日 - 10日に原宿クエストホールで期間限定販売された、舞台「もしもキミが。」のサウンドトラック[4]。